# Llista de topònims de la Pobla de Cérvoles
Llista de topònims (noms propis de lloc) del municipi de la Pobla de Cérvoles, a les Garrigues
Informació actualitzada per un bot. Els canvis manuals es perdran quan s'actualitzi!

## barraca de vinya
| imatge | Nom                            | Ubicat a             | instància de     | Detalls                     | coordenades                                        | Protecció                                  | Commons (més fotos) | Dades a WD                    |
| ------ | ------------------------------ | -------------------- | ---------------- | --------------------------- | -------------------------------------------------- | ------------------------------------------ | ------------------- | ----------------------------- |
|        | Construccions de pedra seca I  | la Pobla de Cérvoles | barraca de vinya | Estil: arquitectura popular | 41° 22′ 55″ N, 0° 54′ 57″ E / 41.38201°N,0.91592°E | bé integrant del patrimoni cultural català |                     | Modifica les dades a Wikidata |
|        | Construccions de pedra seca II | la Pobla de Cérvoles | barraca de vinya |                             | 41° 22′ 44″ N, 0° 54′ 16″ E / 41.3788°N,0.90433°E  | bé integrant del patrimoni cultural català |                     | Modifica les dades a Wikidata |
|        | Construccions de pedra seca IV | la Pobla de Cérvoles | barraca de vinya | Estil: arquitectura popular | 41° 22′ 30″ N, 0° 54′ 30″ E / 41.37508°N,0.90836°E | bé integrant del patrimoni cultural català |                     | Modifica les dades a Wikidata |
|        | Construccions de pedra seca V  | la Pobla de Cérvoles | barraca de vinya | Estil: arquitectura popular | 41° 22′ 30″ N, 0° 55′ 53″ E / 41.37502°N,0.93129°E | bé integrant del patrimoni cultural català |                     | Modifica les dades a Wikidata |
|        | Construcció de pedra seca VI   | la Pobla de Cérvoles | barraca de vinya | Estil: arquitectura popular | 41° 23′ 15″ N, 0° 55′ 11″ E / 41.38751°N,0.91974°E | bé integrant del patrimoni cultural català |                     | Modifica les dades a Wikidata |
|        | Construcció de pedra seca VII  | la Pobla de Cérvoles | barraca de vinya | Estil: arquitectura popular | 41° 22′ 18″ N, 0° 54′ 58″ E / 41.37168°N,0.91599°E | bé integrant del patrimoni cultural català |                     | Modifica les dades a Wikidata |

## cabana
| imatge | Nom                          | Ubicat a             | instància de | Detalls | coordenades                                                          | Protecció | Commons (més fotos) | Dades a WD                    |
| ------ | ---------------------------- | -------------------- | ------------ | ------- | -------------------------------------------------------------------- | --------- | ------------------- | ----------------------------- |
|        | Cabana el Gassió             | la Pobla de Cérvoles | cabana       |         | 41° 23′ 27″ N, 0° 53′ 24″ E / 41.3909682410523°N,0.889971154057936°E |           |                     | Modifica les dades a Wikidata |
|        | Cabana el Pau Casals         | la Pobla de Cérvoles | cabana       |         | 41° 22′ 39″ N, 0° 51′ 23″ E / 41.3773781259358°N,0.856426547300624°E |           |                     | Modifica les dades a Wikidata |
|        | Cabana el Rafel              | la Pobla de Cérvoles | cabana       |         | 41° 22′ 33″ N, 0° 51′ 25″ E / 41.3758813612706°N,0.856822479184864°E |           |                     | Modifica les dades a Wikidata |
|        | Cabana el Segrià             | la Pobla de Cérvoles | cabana       |         | 41° 22′ 48″ N, 0° 50′ 28″ E / 41.379876116511°N,0.841181440535709°E  |           |                     | Modifica les dades a Wikidata |
|        | Casalot del Betet            | la Pobla de Cérvoles | cabana       |         | 41° 23′ 17″ N, 0° 54′ 38″ E / 41.3881201238179°N,0.910586303211123°E |           |                     | Modifica les dades a Wikidata |
|        | Casalot del Marxant          | la Pobla de Cérvoles | cabana       |         | 41° 21′ 27″ N, 0° 53′ 19″ E / 41.3574101629667°N,0.888581293807963°E |           |                     | Modifica les dades a Wikidata |
|        | Mas de l'Anna                | la Pobla de Cérvoles | cabana       |         | 41° 22′ 43″ N, 0° 51′ 01″ E / 41.3785884664829°N,0.850336036867241°E |           |                     | Modifica les dades a Wikidata |
|        | Maset del Cila               | la Pobla de Cérvoles | cabana       |         | 41° 24′ 02″ N, 0° 50′ 56″ E / 41.4006545047936°N,0.848855101884609°E |           |                     | Modifica les dades a Wikidata |
|        | Pallissa el Marc             | la Pobla de Cérvoles | cabana       |         | 41° 25′ 11″ N, 0° 50′ 07″ E / 41.4196659929795°N,0.835316768355703°E |           |                     | Modifica les dades a Wikidata |
|        | Pallissa el Perot            | la Pobla de Cérvoles | cabana       |         | 41° 24′ 10″ N, 0° 54′ 32″ E / 41.4029064856102°N,0.908940198118084°E |           |                     | Modifica les dades a Wikidata |
|        | Pallissa el Xexo             | la Pobla de Cérvoles | cabana       |         | 41° 24′ 25″ N, 0° 50′ 40″ E / 41.4068869203159°N,0.844510188029863°E |           |                     | Modifica les dades a Wikidata |
|        | cabana de Cal Vallès         | la Pobla de Cérvoles | cabana       |         | 41° 21′ 52″ N, 0° 55′ 12″ E / 41.3644692363999°N,0.920094787571556°E |           |                     | Modifica les dades a Wikidata |
|        | cabana de l'Agnasi           | la Pobla de Cérvoles | cabana       |         | 41° 20′ 57″ N, 0° 51′ 32″ E / 41.3491221131193°N,0.858764447168907°E |           |                     | Modifica les dades a Wikidata |
|        | cabana de l'Esidro Platero   | la Pobla de Cérvoles | cabana       |         | 41° 23′ 17″ N, 0° 50′ 45″ E / 41.3880796770194°N,0.845897182081923°E |           |                     | Modifica les dades a Wikidata |
|        | cabana del Castelló          | la Pobla de Cérvoles | cabana       |         | 41° 20′ 49″ N, 0° 51′ 30″ E / 41.3469908923164°N,0.858463784897596°E |           |                     | Modifica les dades a Wikidata |
|        | cabana del Delfí Marino      | la Pobla de Cérvoles | cabana       |         | 41° 20′ 49″ N, 0° 51′ 59″ E / 41.3469555821767°N,0.866257788559886°E |           |                     | Modifica les dades a Wikidata |
|        | cabana del Diu               | la Pobla de Cérvoles | cabana       |         | 41° 22′ 24″ N, 0° 51′ 58″ E / 41.3732597948722°N,0.865995915465893°E |           |                     | Modifica les dades a Wikidata |
|        | cabana del Francesc          | la Pobla de Cérvoles | cabana       |         | 41° 23′ 58″ N, 0° 53′ 36″ E / 41.3995511585018°N,0.893377707264835°E |           |                     | Modifica les dades a Wikidata |
|        | cabana del Jaume Encarnació  | la Pobla de Cérvoles | cabana       |         | 41° 21′ 51″ N, 0° 52′ 21″ E / 41.3642182383853°N,0.872388723389722°E |           |                     | Modifica les dades a Wikidata |
|        | cabana del Joanes            | la Pobla de Cérvoles | cabana       |         | 41° 21′ 53″ N, 0° 53′ 48″ E / 41.3646287336337°N,0.896668878252787°E |           |                     | Modifica les dades a Wikidata |
|        | cabana del Llengües          | la Pobla de Cérvoles | cabana       |         | 41° 21′ 17″ N, 0° 54′ 15″ E / 41.3548228788751°N,0.904216695287978°E |           |                     | Modifica les dades a Wikidata |
|        | cabana del Mingo Tuís        | la Pobla de Cérvoles | cabana       |         | 41° 21′ 48″ N, 0° 51′ 26″ E / 41.3634397207043°N,0.857135295381302°E |           |                     | Modifica les dades a Wikidata |
|        | cabana del Pescater del Blai | la Pobla de Cérvoles | cabana       |         | 41° 21′ 19″ N, 0° 50′ 58″ E / 41.3553954931211°N,0.849354384320506°E |           |                     | Modifica les dades a Wikidata |
|        | cabana del Ton de la Llenya  | la Pobla de Cérvoles | cabana       |         | 41° 21′ 01″ N, 0° 52′ 35″ E / 41.3502597375305°N,0.876405388617277°E |           |                     | Modifica les dades a Wikidata |
|        | cabana del Vicent Rata       | la Pobla de Cérvoles | cabana       |         | 41° 21′ 27″ N, 0° 52′ 03″ E / 41.3574962788599°N,0.86737182130519°E  |           |                     | Modifica les dades a Wikidata |
|        | corral d'en Fabiolà          | la Pobla de Cérvoles | cabana       |         | 41° 21′ 04″ N, 0° 52′ 14″ E / 41.3511889140983°N,0.870637737714634°E |           |                     | Modifica les dades a Wikidata |
|        | corral de Pla de Cantonella  | la Pobla de Cérvoles | cabana       |         | 41° 21′ 54″ N, 0° 54′ 42″ E / 41.3649454338561°N,0.91157920887269°E  |           |                     | Modifica les dades a Wikidata |
|        | corral del Bernat            | la Pobla de Cérvoles | cabana       |         | 41° 22′ 47″ N, 0° 54′ 27″ E / 41.3796785560602°N,0.907496353021916°E |           |                     | Modifica les dades a Wikidata |
|        | corral del Callavaco         | la Pobla de Cérvoles | cabana       |         | 41° 22′ 35″ N, 0° 53′ 29″ E / 41.3763400821214°N,0.891388839240995°E |           |                     | Modifica les dades a Wikidata |
|        | corrals del Delfí Marino     | la Pobla de Cérvoles | cabana       |         | 41° 20′ 51″ N, 0° 51′ 59″ E / 41.347633791547°N,0.866402969232469°E  |           |                     | Modifica les dades a Wikidata |
|        | corrals del Sord             | la Pobla de Cérvoles | cabana       |         | 41° 24′ 32″ N, 0° 54′ 02″ E / 41.4089582717912°N,0.900491171219041°E |           |                     | Modifica les dades a Wikidata |
|        | era del Gassió               | la Pobla de Cérvoles | cabana       |         | 41° 21′ 54″ N, 0° 54′ 55″ E / 41.3651373465524°N,0.915207572323672°E |           |                     | Modifica les dades a Wikidata |
|        | era del Mestric              | la Pobla de Cérvoles | cabana       |         | 41° 21′ 36″ N, 0° 51′ 59″ E / 41.3601159714465°N,0.866329892954159°E |           |                     | Modifica les dades a Wikidata |
|        | era del Ravalenc             | la Pobla de Cérvoles | cabana       |         | 41° 22′ 19″ N, 0° 54′ 25″ E / 41.3720780074424°N,0.907070451216705°E |           |                     | Modifica les dades a Wikidata |
|        | era del Tamarit              | la Pobla de Cérvoles | cabana       |         | 41° 22′ 17″ N, 0° 55′ 05″ E / 41.3713597751824°N,0.918117595514584°E |           |                     | Modifica les dades a Wikidata |
|        | pallissa de Cal Fesols       | la Pobla de Cérvoles | cabana       |         | 41° 21′ 42″ N, 0° 55′ 14″ E / 41.3616594731916°N,0.920614670789838°E |           |                     | Modifica les dades a Wikidata |
|        | pallissa del Rué             | la Pobla de Cérvoles | cabana       |         | 41° 21′ 44″ N, 0° 54′ 31″ E / 41.3622547638857°N,0.908736280659162°E |           |                     | Modifica les dades a Wikidata |

## casa
| imatge | Nom          | Ubicat a             | instància de | Detalls                                                  | coordenades                                                                             | Protecció                                  | Commons (més fotos)                 | Dades a WD                    |
| ------ | ------------ | -------------------- | ------------ | -------------------------------------------------------- | --------------------------------------------------------------------------------------- | ------------------------------------------ | ----------------------------------- | ----------------------------- |
|        | Ca l'Amado   | la Pobla de Cérvoles | casa         | Estil: arquitectura modernista                           | 41° 22′ 03″ N, 0° 54′ 57″ E / 41.3675°N,0.91583333333333°E ca:Carrer Major, 10          | bé integrant del patrimoni cultural català |                                     | Modifica les dades a Wikidata |
|        | Cal Domènec  | la Pobla de Cérvoles | casa         | Estil: arquitectura del Renaixement arquitectura popular | 41° 22′ 03″ N, 0° 54′ 59″ E / 41.36762°N,0.91642°E ca:Carrer Major, 20 670 msnm         | bé integrant del patrimoni cultural català | Cal Domènec (la Pobla de Cérvoles)  | Modifica les dades a Wikidata |
|        | Cal Gassió   | la Pobla de Cérvoles | casa         | Estil: arquitectura popular                              | 41° 22′ 03″ N, 0° 54′ 56″ E / 41.36752°N,0.91553°E ca:Plaça de l'Església, 3 663 msnm   | bé integrant del patrimoni cultural català | Cal Gassió (la Pobla de Cérvoles)   | Modifica les dades a Wikidata |
|        | Cal Gort     | la Pobla de Cérvoles | casa         | Estil: arquitectura popular                              | 41° 22′ 00″ N, 0° 55′ 03″ E / 41.3668°N,0.91745°E ca:Carrer Major, 47 675 msnm          | bé integrant del patrimoni cultural català | Cal Gort (la Pobla de Cérvoles)     | Modifica les dades a Wikidata |
|        | Casa Llobera | la Pobla de Cérvoles | casa         | Estil: arquitectura barroca arquitectura popular         | 41° 22′ 00″ N, 0° 55′ 02″ E / 41.3668°N,0.91718055555556°E ca:Carrer Major, 36 675 msnm | bé integrant del patrimoni cultural català | Casa Llobera (la Pobla de Cérvoles) | Modifica les dades a Wikidata |

## cova
| imatge | Nom               | Ubicat a             | instància de | Detalls | coordenades                                                          | Protecció | Commons (més fotos) | Dades a WD                    |
| ------ | ----------------- | -------------------- | ------------ | ------- | -------------------------------------------------------------------- | --------- | ------------------- | ----------------------------- |
|        | Cova Fosca        | la Pobla de Cérvoles | cova         |         | 41° 23′ 58″ N, 0° 54′ 48″ E / 41.3994821572941°N,0.913308448165326°E |           |                     | Modifica les dades a Wikidata |
|        | Cova l'Heura      | la Pobla de Cérvoles | cova         |         | 41° 24′ 47″ N, 0° 51′ 46″ E / 41.4131108299429°N,0.862861062146179°E |           |                     | Modifica les dades a Wikidata |
|        | cova de l'Otxo    | la Pobla de Cérvoles | cova         |         | 41° 22′ 16″ N, 0° 50′ 56″ E / 41.3710751032529°N,0.848801964493459°E |           |                     | Modifica les dades a Wikidata |
|        | cova del Ravalenc | la Pobla de Cérvoles | cova         |         | 41° 23′ 26″ N, 0° 53′ 00″ E / 41.3904516025201°N,0.883421707171214°E |           |                     | Modifica les dades a Wikidata |

## església
| imatge | Nom                                 | Ubicat a             | instància de    | Detalls                     | coordenades                                                 | Protecció                                  | Commons (més fotos)                               | Dades a WD                    |
| ------ | ----------------------------------- | -------------------- | --------------- | --------------------------- | ----------------------------------------------------------- | ------------------------------------------ | ------------------------------------------------- | ----------------------------- |
|        | Sant Miquel de la Pobla de Cérvoles | la Pobla de Cérvoles | església ermita | Estil: arquitectura barroca | 41° 22′ 04″ N, 0° 54′ 54″ E / 41.36783°N,0.91493°E 560 msnm | bé integrant del patrimoni cultural català | Sant Miquel de la Pobla de Cérvoles               | Modifica les dades a Wikidata |
|        | Santa Maria de la Junquera          | la Pobla de Cérvoles | església        | Estil: arquitectura barroca | 41° 22′ 05″ N, 0° 54′ 56″ E / 41.36794°N,0.91546°E 663 msnm | bé integrant del patrimoni cultural català | Santa Maria de la Junquera (la Pobla de Cérvoles) | Modifica les dades a Wikidata |

## font
| imatge | Nom                     | Ubicat a             | instància de | Detalls | coordenades                                                          | Protecció | Commons (més fotos) | Dades a WD                    |
| ------ | ----------------------- | -------------------- | ------------ | ------- | -------------------------------------------------------------------- | --------- | ------------------- | ----------------------------- |
|        | font de la Salut        | la Pobla de Cérvoles | font         |         | 41° 22′ 36″ N, 0° 51′ 17″ E / 41.376726430779°N,0.85476751830635°E   |           |                     | Modifica les dades a Wikidata |
|        | font del Mas d'en Peris | la Pobla de Cérvoles | font         |         | 41° 21′ 54″ N, 0° 55′ 53″ E / 41.3651222875563°N,0.931336166830737°E |           |                     | Modifica les dades a Wikidata |
|        | font del Púdol          | la Pobla de Cérvoles | font         |         | 41° 21′ 05″ N, 0° 52′ 01″ E / 41.3515181425537°N,0.867017180603623°E |           |                     | Modifica les dades a Wikidata |
|        | font del Serra          | la Pobla de Cérvoles | font         |         | 41° 21′ 25″ N, 0° 56′ 27″ E / 41.3570444686595°N,0.940952154390348°E |           |                     | Modifica les dades a Wikidata |

## granja
| imatge | Nom             | Ubicat a             | instància de | Detalls | coordenades                                                          | Protecció | Commons (més fotos) | Dades a WD                    |
| ------ | --------------- | -------------------- | ------------ | ------- | -------------------------------------------------------------------- | --------- | ------------------- | ----------------------------- |
|        | Granja Estrader | la Pobla de Cérvoles | granja       |         | 41° 22′ 40″ N, 0° 56′ 03″ E / 41.3777992670937°N,0.934079300745939°E |           |                     | Modifica les dades a Wikidata |
|        | Granja del Blai | la Pobla de Cérvoles | granja       |         | 41° 24′ 04″ N, 0° 52′ 26″ E / 41.4011759945753°N,0.873994323342268°E |           |                     | Modifica les dades a Wikidata |
|        | Granja el Xero  | la Pobla de Cérvoles | granja       |         | 41° 25′ 06″ N, 0° 52′ 00″ E / 41.4183607396209°N,0.866685308744269°E |           |                     | Modifica les dades a Wikidata |

## jaciment arqueològic
| imatge | Nom                                           | Ubicat a             | instància de         | Detalls | coordenades                                          | Protecció                                  | Commons (més fotos) | Dades a WD                    |
| ------ | --------------------------------------------- | -------------------- | -------------------- | ------- | ---------------------------------------------------- | ------------------------------------------ | ------------------- | ----------------------------- |
|        | Balma de Comacarrera                          | la Pobla de Cérvoles | jaciment arqueològic |         | 41° 23′ 02″ N, 0° 55′ 55″ E / 41.383824°N,0.932047°E | bé integrant del patrimoni cultural català |                     | Modifica les dades a Wikidata |
|        | Balma del Barranc del Mas d'en Peret          | la Pobla de Cérvoles | jaciment arqueològic |         | 41° 21′ 17″ N, 0° 56′ 11″ E / 41.354737°N,0.936474°E | bé integrant del patrimoni cultural català |                     | Modifica les dades a Wikidata |
|        | Cingle Polit                                  | la Pobla de Cérvoles | jaciment arqueològic |         | 41° 22′ 06″ N, 0° 54′ 41″ E / 41.368311°N,0.911498°E | bé integrant del patrimoni cultural català |                     | Modifica les dades a Wikidata |
|        | Font de les Besses                            | la Pobla de Cérvoles | jaciment arqueològic |         | 41° 25′ 49″ N, 0° 49′ 43″ E / 41.43016°N,0.828545°E  | bé integrant del patrimoni cultural català |                     | Modifica les dades a Wikidata |
|        | Font de les Besses II                         | la Pobla de Cérvoles | jaciment arqueològic |         | 41° 25′ 47″ N, 0° 49′ 40″ E / 41.42977°N,0.82776°E   | bé integrant del patrimoni cultural català |                     | Modifica les dades a Wikidata |
|        | Pont del Frare                                | la Pobla de Cérvoles | jaciment arqueològic |         | 41° 24′ 28″ N, 0° 53′ 59″ E / 41.407649°N,0.899827°E | bé integrant del patrimoni cultural català |                     | Modifica les dades a Wikidata |
|        | Pont del Vilosell I                           | la Pobla de Cérvoles | jaciment arqueològic |         | 41° 22′ 25″ N, 0° 56′ 19″ E / 41.373742°N,0.938674°E | bé integrant del patrimoni cultural català |                     | Modifica les dades a Wikidata |
|        | jaciment arqueològic de l'Obac del Castanyola | la Pobla de Cérvoles | jaciment arqueològic |         | 41° 25′ 37″ N, 0° 50′ 00″ E / 41.426971°N,0.833417°E | bé integrant del patrimoni cultural català |                     | Modifica les dades a Wikidata |

## masia
| imatge | Nom                       | Ubicat a             | instància de | Detalls                                   | coordenades                                                          | Protecció                                  | Commons (més fotos) | Dades a WD                    |
| ------ | ------------------------- | -------------------- | ------------ | ----------------------------------------- | -------------------------------------------------------------------- | ------------------------------------------ | ------------------- | ----------------------------- |
|        | Casa Blanca               | la Pobla de Cérvoles | masia        |                                           | 41° 23′ 57″ N, 0° 53′ 27″ E / 41.3990458524506°N,0.890870091809869°E |                                            |                     | Modifica les dades a Wikidata |
|        | Granja la Fumada          | la Pobla de Cérvoles | masia        | Estil: arquitectura popular Estat: ruïnós | 41° 23′ 29″ N, 0° 53′ 52″ E / 41.39127°N,0.89791°E                   | bé integrant del patrimoni cultural català |                     | Modifica les dades a Wikidata |
|        | Mas Blanc                 | la Pobla de Cérvoles | masia        |                                           | 41° 20′ 47″ N, 0° 52′ 21″ E / 41.346432631136°N,0.87249542834553°E   |                                            |                     | Modifica les dades a Wikidata |
|        | Mas d'en Borc             | la Pobla de Cérvoles | masia        |                                           | 41° 22′ 28″ N, 0° 54′ 33″ E / 41.3744558138091°N,0.909050857740411°E |                                            |                     | Modifica les dades a Wikidata |
|        | Mas d'en Peret            | la Pobla de Cérvoles | masia        |                                           | 41° 21′ 27″ N, 0° 56′ 03″ E / 41.357466513476°N,0.93429714461844°E   |                                            |                     | Modifica les dades a Wikidata |
|        | Mas d'en Xerris           | la Pobla de Cérvoles | masia        |                                           | 41° 23′ 12″ N, 0° 54′ 55″ E / 41.3865584903677°N,0.915360333419555°E |                                            |                     | Modifica les dades a Wikidata |
|        | Mas del Bep Sinyor        | la Pobla de Cérvoles | masia        |                                           | 41° 24′ 12″ N, 0° 50′ 23″ E / 41.4033992512735°N,0.839601227146148°E |                                            |                     | Modifica les dades a Wikidata |
|        | Mas del Francesc          | la Pobla de Cérvoles | masia        |                                           | 41° 23′ 57″ N, 0° 53′ 49″ E / 41.3990479474846°N,0.896886810883748°E |                                            |                     | Modifica les dades a Wikidata |
|        | Mas del Gassolet          | la Pobla de Cérvoles | masia        |                                           | 41° 21′ 36″ N, 0° 54′ 12″ E / 41.3601366080639°N,0.903209330225369°E |                                            |                     | Modifica les dades a Wikidata |
|        | Mas del Josep Inés        | la Pobla de Cérvoles | masia        |                                           | 41° 21′ 30″ N, 0° 51′ 10″ E / 41.3583865394745°N,0.852770443259636°E |                                            |                     | Modifica les dades a Wikidata |
|        | Mas del Manresa           | la Pobla de Cérvoles | masia        |                                           | 41° 23′ 58″ N, 0° 53′ 13″ E / 41.3995324104142°N,0.886954778984843°E |                                            |                     | Modifica les dades a Wikidata |
|        | Mas del Maranga           | la Pobla de Cérvoles | masia        |                                           | 41° 22′ 34″ N, 0° 50′ 58″ E / 41.3761217973073°N,0.849436771783549°E |                                            |                     | Modifica les dades a Wikidata |
|        | Mas del Marc del Tort     | la Pobla de Cérvoles | masia        |                                           | 41° 24′ 08″ N, 0° 51′ 28″ E / 41.4021178185644°N,0.857766606219345°E |                                            |                     | Modifica les dades a Wikidata |
|        | Mas del Pasqualet         | la Pobla de Cérvoles | masia        |                                           | 41° 24′ 42″ N, 0° 52′ 52″ E / 41.4116997578134°N,0.881032950491852°E |                                            |                     | Modifica les dades a Wikidata |
|        | Mas del Perico            | la Pobla de Cérvoles | masia        |                                           | 41° 23′ 34″ N, 0° 53′ 39″ E / 41.3927095405348°N,0.894065163258458°E |                                            |                     | Modifica les dades a Wikidata |
|        | Mas del Ravalenc          | la Pobla de Cérvoles | masia        |                                           | 41° 23′ 51″ N, 0° 52′ 09″ E / 41.3975042899137°N,0.869293548226695°E |                                            |                     | Modifica les dades a Wikidata |
|        | Mas del Santet            | la Pobla de Cérvoles | masia        |                                           | 41° 24′ 58″ N, 0° 51′ 38″ E / 41.4160943603479°N,0.860561680493693°E |                                            |                     | Modifica les dades a Wikidata |
|        | Masia del Xel             | la Pobla de Cérvoles | masia        |                                           | 41° 23′ 32″ N, 0° 54′ 38″ E / 41.392162749948°N,0.91047380831121°E   |                                            |                     | Modifica les dades a Wikidata |
|        | Xalet del Pintat          | la Pobla de Cérvoles | masia        |                                           | 41° 21′ 07″ N, 0° 51′ 17″ E / 41.3520823544467°N,0.854734817841569°E |                                            |                     | Modifica les dades a Wikidata |
|        | Xalet del Pla de la Torre | la Pobla de Cérvoles | masia        |                                           | 41° 21′ 14″ N, 0° 53′ 20″ E / 41.3537684804773°N,0.888914188981391°E |                                            |                     | Modifica les dades a Wikidata |
|        | Xalet dels Suïssos        | la Pobla de Cérvoles | masia        |                                           | 41° 24′ 08″ N, 0° 50′ 51″ E / 41.4023063695615°N,0.847604366796873°E |                                            |                     | Modifica les dades a Wikidata |

## muntanya
| imatge | Nom               | Ubicat a                                | instància de | Detalls | coordenades                                                          | Protecció | Commons (més fotos) | Dades a WD                    |
| ------ | ----------------- | --------------------------------------- | ------------ | ------- | -------------------------------------------------------------------- | --------- | ------------------- | ----------------------------- |
|        | Comella del Frare | la Pobla de Cérvoles                    | muntanya     |         | 41° 23′ 29″ N, 0° 52′ 18″ E / 41.39138333°N,0.87161389°E 625.4 msnm  |           |                     | Modifica les dades a Wikidata |
|        | Penya Alta        | la Pobla de Cérvoles Vilanova de Prades | muntanya     |         | 41° 21′ 02″ N, 0° 56′ 47″ E / 41.35063222°N,0.94632222°E 1016.3 msnm |           |                     | Modifica les dades a Wikidata |
|        | Punta d'en Llor   | la Pobla de Cérvoles                    | muntanya     |         | 41° 20′ 39″ N, 0° 53′ 20″ E / 41.34416667°N,0.88888889°E 891.2 msnm  |           |                     | Modifica les dades a Wikidata |
|        | Punta del Bou     | la Pobla de Cérvoles Juncosa            | muntanya     |         | 41° 21′ 58″ N, 0° 50′ 43″ E / 41.36605556°N,0.84525°E 658.4 msnm     |           |                     | Modifica les dades a Wikidata |
|        | Punta del General | Ulldemolins la Pobla de Cérvoles        | muntanya     |         | 41° 20′ 29″ N, 0° 52′ 41″ E / 41.341427°N,0.878149°E 923 msnm        |           | Punta del General   | Modifica les dades a Wikidata |
|        | Punta del Marc    | la Pobla de Cérvoles                    | muntanya     |         | 41° 20′ 59″ N, 0° 54′ 47″ E / 41.3496°N,0.913167°E 913.5 msnm        |           |                     | Modifica les dades a Wikidata |
|        | Punta del Tatà    | la Pobla de Cérvoles Juncosa            | muntanya     |         | 41° 22′ 28″ N, 0° 50′ 36″ E / 41.3745°N,0.843472°E 651.8 msnm        |           |                     | Modifica les dades a Wikidata |
|        | Turó de la Cova   | la Pobla de Cérvoles                    | muntanya     |         | 41° 24′ 52″ N, 0° 51′ 18″ E / 41.41436111°N,0.85488889°E 543.1 msnm  |           |                     | Modifica les dades a Wikidata |

## pont
| imatge | Nom                  | Ubicat a             | instància de | Detalls | coordenades                                                          | Protecció | Commons (més fotos) | Dades a WD                    |
| ------ | -------------------- | -------------------- | ------------ | ------- | -------------------------------------------------------------------- | --------- | ------------------- | ----------------------------- |
|        | Pas dels Traginers   | la Pobla de Cérvoles | pont         |         | 41° 26′ 06″ N, 0° 48′ 53″ E / 41.4350466257094°N,0.814686803363035°E |           |                     | Modifica les dades a Wikidata |
|        | Pont de l'Empès      | la Pobla de Cérvoles | pont         |         | 41° 21′ 33″ N, 0° 54′ 32″ E / 41.359213071171°N,0.908881512497943°E  |           |                     | Modifica les dades a Wikidata |
|        | Pont de l'Escaramato | la Pobla de Cérvoles | pont         |         | 41° 20′ 50″ N, 0° 53′ 08″ E / 41.3473385643142°N,0.885536294276319°E |           |                     | Modifica les dades a Wikidata |

## serra
| imatge | Nom               | Ubicat a                                                        | instància de | Detalls | coordenades | Protecció | Commons (més fotos) | Dades a WD                    |
| ------ | ----------------- | --------------------------------------------------------------- | ------------ | ------- | --- | --------- | ------------------- | ----------------------------- |
|        | Serra Mitjana     | la Pobla de Cérvoles                                            | serra        |         | 41° 24′ 18″ N, 0° 51′ 04″ E / 41.405°N,0.851056°E 583.8 msnm                                                            |           |                     | Modifica les dades a Wikidata |
|        | serra de la Llena | Vilanova de Prades Ulldemolins la Pobla de Cérvoles el Vilosell | serra        |         | 41° 20′ 36″ N, 0° 53′ 32″ E / 41.34333333°N,0.89222222°E 41° 20′ 23″ N, 0° 52′ 10″ E / 41.3397°N,0.869423°E 1021.2 msnm |           | Serra de la Llena   | Modifica les dades a Wikidata |

## Misc
| imatge | Nom                                | Ubicat a                                | instància de                                   | Detalls                      | coordenades                                                                                               | Protecció                                            | Commons (més fotos)                                   | Dades a WD                    |
| ------ | ---------------------------------- | --------------------------------------- | ---------------------------------------------- | ---------------------------- | --- | ---------------------------------------------------- | ----------------------------------------------------- | ----------------------------- |
|        | Ajuntament de la Pobla de Cérvoles | la Pobla de Cérvoles                    | casa consistorial                              | Estil: arquitectura popular  | 41° 22′ 05″ N, 0° 54′ 55″ E / 41.36805°N,0.91524°E 663 msnm                                               | bé integrant del patrimoni cultural català           | Ajuntament i Ecomuseu de l'Oli (la Pobla de Cérvoles) | Modifica les dades a Wikidata |
|        | Casal                              | la Pobla de Cérvoles                    | edifici                                        | Estil: arquitectura popular  | 41° 22′ 01″ N, 0° 54′ 58″ E / 41.36692°N,0.91614°E                                                        | bé integrant del patrimoni cultural català           |                                                       | Modifica les dades a Wikidata |
|        | Castell de Cérvoles                | la Pobla de Cérvoles                    | castell                                        |                              | 41° 21′ 39″ N, 0° 55′ 03″ E / 41.36076559208°N,0.91745620627726°E                                         |                                                      |                                                       | Modifica les dades a Wikidata |
|        | Coll de l'Abellar                  | la Pobla de Cérvoles Vilanova de Prades | collada jaciment arqueològic                   |                              | 41° 21′ 06″ N, 0° 56′ 51″ E / 41.35165°N,0.947636°E                                                       | bé integrant del patrimoni cultural català           |                                                       | Modifica les dades a Wikidata |
|        | Comeltafrai                        | la Pobla de Cérvoles                    | vèrtex geodèsic                                | Alt: 1.2m                    | 41° 23′ 29″ N, 0° 52′ 18″ E / 41.391372°N,0.871588°E 626.995 msnm                                         |                                                      |                                                       | Modifica les dades a Wikidata |
|        | Construccions de pedra seca III    | la Pobla de Cérvoles                    | cabana de volta                                | Estil: arquitectura popular  | 41° 24′ 42″ N, 0° 52′ 48″ E / 41.4117°N,0.88007°E                                                         | bé integrant del patrimoni cultural català           |                                                       | Modifica les dades a Wikidata |
|        | Pedrons                            | la Pobla de Cérvoles                    | oratori                                        | Estil: arquitectura popular  | | bé integrant del patrimoni cultural català           | Pedrons (la Pobla de Cérvoles)                        | Modifica les dades a Wikidata |
|        | Torre de la Llena                  | la Pobla de Cérvoles                    | torre de defensa                               |                              | 41° 20′ 15″ N, 0° 51′ 43″ E / 41.337362°N,0.86186°E ca:Serra de la Llena 835 msnm                         | bé d'interès cultural bé cultural d'interès nacional |                                                       | Modifica les dades a Wikidata |
|        | cementiri de la Pobla de Cérvoles  | la Pobla de Cérvoles                    | cementiri                                      |                              | 41° 22′ 12″ N, 0° 55′ 07″ E / 41.36994°N,0.91861°E                                                        | bé integrant del patrimoni cultural català           |                                                       | Modifica les dades a Wikidata |
|        | la Pobla de Cérvoles               | la Pobla de Cérvoles                    | entitat singular de població capital municipal | 209 hab                      | 41° 22′ 04″ N, 0° 54′ 56″ E / 41.36776774°N,0.91542924°E 663 msnm                                         |                                                      |                                                       | Modifica les dades a Wikidata |
|        | la Vileta                          | la Pobla de Cérvoles                    | antic assentament despoblat                    |                              | 41° 23′ 27″ N, 0° 53′ 20″ E / 41.390869707184°N,0.88898688753796°E                                        |                                                      |                                                       | Modifica les dades a Wikidata |
|        | riu de Set                         | Garrigues Segrià                        | curs d'aigua                                   | Desemboca: Segre Llarg: 45km | 41° 21′ 12″ N, 0° 57′ 01″ E / 41.353224°N,0.950175°E 41° 33′ 52″ N, 0° 33′ 19″ E / 41.564403°N,0.555266°E |                                                      | Riu de Set                                            | Modifica les dades a Wikidata |
|        | roure de la Cova d'en Palau        | la Pobla de Cérvoles                    | arbre singular                                 |                              | 41° 22′ 35″ N, 0° 53′ 49″ E / 41.376264°N,0.897071°E                                                      |                                                      |                                                       | Modifica les dades a Wikidata |